# Julius Lippert (historik)
Julius Lippert (12. dubna 1839 Broumov – 12. listopadu 1909 Praha ) byl rakouský a český historik a politik německé národnosti, v závěru 19. století poslanec Říšské rady a Českého zemského sněmu.

## Biografie
Narodil se v rodině broumovského soukenického mistra Vincense Lipperta (1810–??) a jeho manželky Josefy, rozené Schönové (1809–??).
Absolvoval gymnázium v Broumově a Malostranské gymnázium v Praze, pak studoval filozofii, právo a historii na Karlo-Ferdinandově univerzitě v Praze. Od roku 1863 působil jako gymnáziální učitel v Litoměřicích. V roce 1869 působil při reformě německé obecné a měšťanské školy v Českých Budějovicích. V roce 1872 se stal ředitelem vyšší reálné školy. Pro své liberální názory nebyl při zestátnění tohoto ústavu ponechán ve své funkci a z těchto důvodů a další neshody se přestěhoval do Německa. V zahraniční se mu podařilo dosáhnout rychlý kariérní vzestup. V Berlíně získal význačné místo v oblasti vzdělávání a založil Společnost pro rozšíření vzdělávání v Německé říši. Od roku 1885 opět působil v Čechách, kde založil podobně orientovaný spolek Deutscher Verein zur Verbreitung gemeinnützlichen Kenntnisse. Zpočátku žil v Kundraticích u Litoměřic, kde si nechal vystavět honosnou vilu, ale po třech letech přesídlil do Prahy. V Praze byl policejně hlášen v letech 1887–1897, poté se přestěhoval do Ústí nad Labem.
Intenzivně se věnoval studiu historie. Počátkem 60. let ještě jako student spoluzakládal Verein für Geschichte der Deutschen in Böhmen (Spolek pro dějiny Němců v Čechách). V roce 1894 se stal druhým prezidentem Společnosti pro podporu německé vědy, umění a literatury v Čechách. Už během učitelského působení v Litoměřicích vydal roku 1870 knihu Geschichte der königlichen Stadt Leitmeritz. Pro spolek Deutscher Verein zur Verbreitung gemeinnützlichen Kenntnisse napsal četná historická a politická pojednání.
V 80. letech se zapojil do politiky. Zasedal v Říšské radě (celostátní zákonodárný sbor). Nastoupil sem 4. prosince 1888 místo Karla Pickerta jako poslanec za kurii venkovských obcí, obvod Děčín, Rumburk atd. V parlamentu usedl do obnoveného klubu německých liberálů, oficiálně nazývaného Sjednocená německá levice, do kterého se spojilo několik ústavověrných politických proudů.
Od 70. let 19. století se začal angažovat i v zemské politice. Již v doplňovacích volbách v září 1871 byl zvolen v kurii městské (volební obvod Loket, Slavkov, Schönfeld, Bečov, Sangerberg) do Českého zemského sněmu. Na sněm se po této krátké epizodě vrátil až v zemských volbách v roce 1889, nyní za kurii venkovských obcí, volební obvod Šluknov, Haňšpach. Uvádí se jako německý liberál (takzvaná Ústavní strana, liberálně a centralisticky orientovaná, odmítající federalistické aspirace neněmeckých etnik, později Německá pokroková strana). Mandát zde obhájil ve volbách v roce 1895. Od roku 1895 zastával funkci náměstka Nejvyššího maršálka Království českého. V roce 1898 se stáhl z politiky. Rezignoval na poslaneckou funkci. V době vyostřeného česko-německého etnického pnutí totiž ztratil coby stoupenec umírněnější linie své pozice.

### Rodinný život
Byl ženat, s manželkou Malvínou, rozenou Friedrichovou (1842–??) měl tři děti. Dcera Marie se roku 1894 provdala za obchodníka, amatérského ornitologa a mecenáše Heinricha Lumpeho.